# Paardenmelk

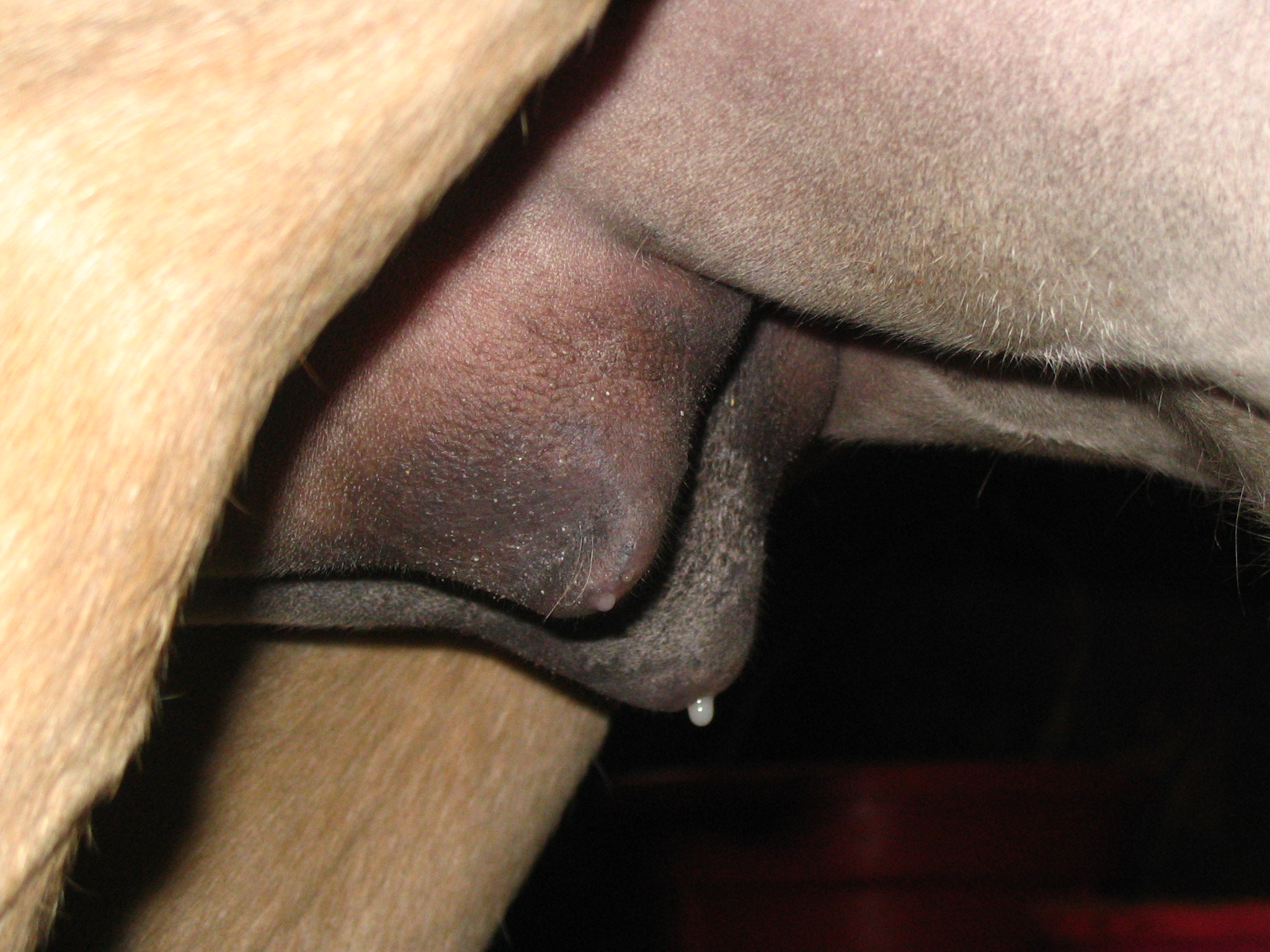
Lactatie bij een fokmerrie

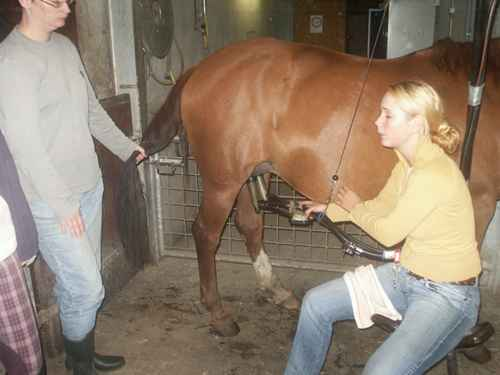
Paardenmelkerij in Nederland

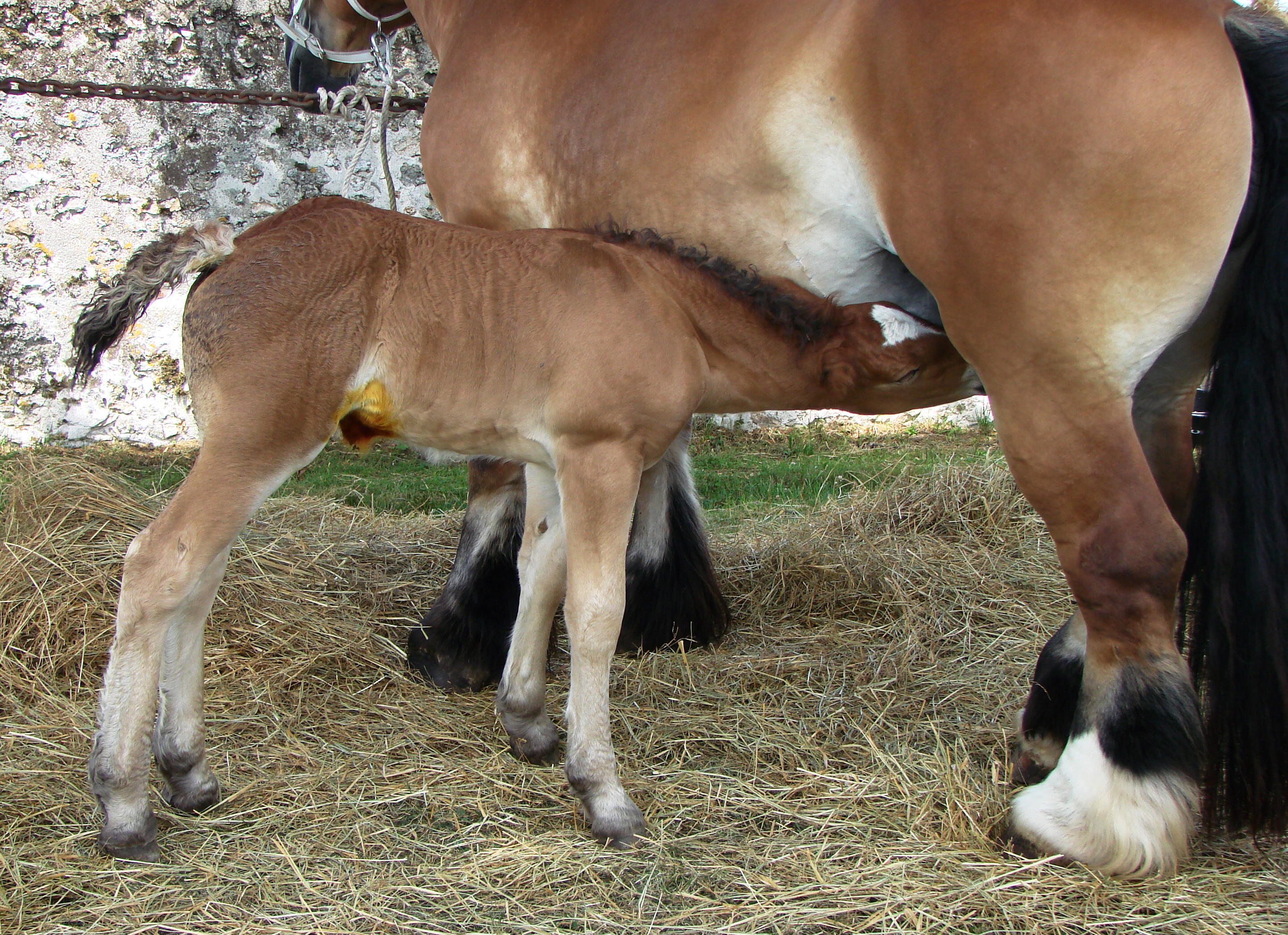
Drinkend veulen

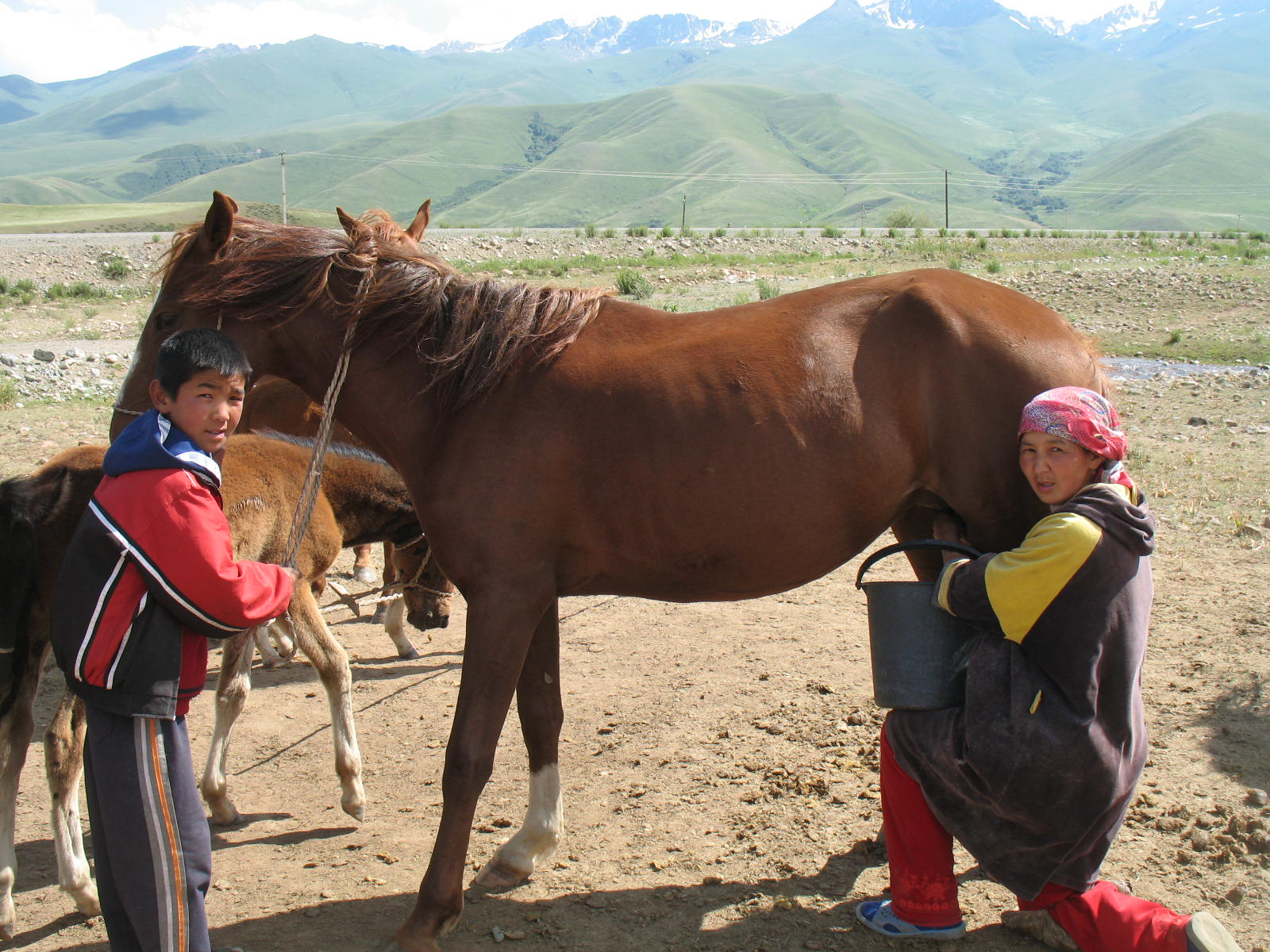
Het melken van een paard in Kirgizië

Paardenmelk is melk van paarden. Paardenmelk wordt als voedingsmiddel gedronken, zowel door veulens alsook door mensen. Daarnaast bestaan er lichaamsverzorgingsproducten zoals crèmes en lotions op basis van deze melk.

## Productie
Paardenmelk voor menselijke consumptie wordt geproduceerd in paardenmelkerijen. In Nederland zijn er daarvan ongeveer vijftien. Met een prijs van ongeveer € 7.50 per liter is paardenmelk aanzienlijk duurder dan koemelk, dit komt doordat het melken van paarden arbeidsintensiever is en er veel minder melk verkregen wordt.

## Samenstelling
Paardenmelk lijkt qua samenstelling op melk van de mens. Het heeft een zoetige smaak doordat het veel lactose bevat. Daarnaast heeft paardenmelk een blauwachtige tint, dit komt doordat er weinig (grotendeels onverzadigd) vet in zit. Paardenmelk bevat onder andere ijzer, mineralen, eiwitten en vele vitamines zoals A, B, B2, B6, B12, C, D, E, K en T. De invloed van paardenmelk is onder andere gebaseerd op vitamines en op eiwitten. Het eiwit bestaat voor bijna de helft uit afweerstoffen. Het melkvet in paardenmelk bevat relatief veel vetzuren met een middellange keten (8, 10 en 12 koolstofatomen), dit in tegenstelling tot bijvoorbeeld de vetfractie in moedermelk, die voornamelijk uit langeketenvetzuren bestaat (vooral ketens van 16 en 18 koolstofatomen). Het bevat circa 5,8 tot 7,0% lactose, iets méér dan koemelk (4,4 tot 4,9%) en ongeveer evenveel als moedermelk, ook bevat het lactoferrine.

## Onderzoek
Er is nog slechts weinig wetenschappelijk onderzoek gepubliceerd over de effecten van het drinken van paardenmelk.
In één artikel is sprake van drie onderzoeken aan de Universiteit van Jena met kleine aantallen patiënten waar bij de behandeling van ontstekingsziekten van de dikke darm en bij eczeem een gering effect werd gevonden. Deze onderzoeken zijn nog niet in vakliteratuur gepubliceerd (2006). Het artikel over het effect bij darmontstekingen werd bekritiseerd omdat het onderzoek niet echt dubbelblind geweest zou zijn: de patiënten konden gewoon proeven of zij moedermelk of paardenmelk kregen. Er werden wel subjectieve klachtenverminderingen gemeld maar bij de analyse van de bloedwaarden werd geen aantoonbaar verschil vastgesteld.
Bij mensen met een koemelkallergie kan paardenmelk een goede vervanger zijn voor koemelk, al zijn er ook mensen die allergisch zijn voor paardenmelk.

## Tradities
Paardenmelk wordt traditioneel veel gedronken in landen in Centraal-Azië, zoals Mongolië, Kirgizië en Kazachstan. Er wordt veelal een gefermenteerde, licht mousserende drank van gemaakt die arak of koemis genoemd wordt. Naast deze licht alcoholische drank wordt er ook een gedestilleerde drank van gemaakt; araca.